# Катерина Езау
Катери́на Еза́у  (нім. Katherine Esau; 3 квітня 1898, Катеринослав (сучасне місто Дніпро) — 4 квітня 1997, Санта-Барбара, Каліфорнія, США) — ботанік. Її класичне дослідження «Анатомія рослин» вважається у світовій науці Біблією анатомії рослин.

## Біографічні відомості
Катерина Езау — донька німців-менонітів, запрошених до імперії розвивати сільське господарство. Родина діда Катерини Езау жила в німецькій колонії Гальбштадт (Молочанськ, Токмакський район, Запорізька область і переїхала до Катеринослава, щоб надати освіту синам. Батько Катерини — Йоганн Езау пізніше став міським головою Катеринослава. Під час революції у 1918 році родина Езау вимушена була емігрувати: спочатку до Німеччини, пізніше  — до США (1922). Родина Езау знайшла підтримку в США й стала активним учасником життя американської менонітської общини.
Навчалася в Московському Голіцинському жіночому сільськогосподарському коледжі, Берлінському аграрному коледжі (тут її зацікавленість до наукової праці підтримував німецький генетик У. Бауер), Каліфорнійському університеті в Девісі. Доктор наук (Берклі, 1932).

## Дитинство
Катерина Есау народилася 3 квітня 1898 року в місті Катеринослав, який сьогодні називається Дніпро, Україна. Місто було названо спочатку від Катерини II, яка мала на меті розвивати сільське господарство у степах України, запрошуючи переселенців з Німеччини, серед них і менонітів. Сім'я доктора Есау — меноніти.
Прадід докторки Есау — Арон Есау іммігрував в Україну в 1804 році з Пруссії. Її дід Яків Есау займався торгівлею зерном і жив у так званій колонії Гнаденфельд, де народився її батько Йоганн. Її батько та його старший брат Яків покинули колонію для навчання в російських школах. Дядько став окулістом, а батько — інженером-механіком.
Зрештою, її батько став мером Катеринослава, де він побудував міський водопровід, лінію трамваїв та великі міські будівлі, включаючи кілька шкіл. Яскравим його нововведенням була позика у Франції грошей на будівельні проекти. Мати докторки Есау народилася у Катеринославі. Її родина також іммігрувала з Пруссії.

## Шкільне навчання
Есау навчилася читати і писати вдома, ще до школи. З 4 років вона відвідувала менонітську початкову школу. Російський вчитель викладав російську мову, а служитель Церкви розповідав німецькі та біблійні історії.
Коли їй було 11 років, Есау вступила до гімназії, яку закінчила у 1916 році. Тієї ж осені вона вступила до жіночого сільськогосподарського училища Голіцина в Москві, починаючи з природничих наук, фізики, хімії та геології.
Доктор Есау каже, що вона обрала сільське господарство над ботанікою, оскільки вважала, що сільське господарство займається рослинами цікавіше, ніж ботаніка. Її враження про ботаніку полягали в тому, що вона значною мірою стосувалася іменування рослин (під таким враженням була одна з її родичів, яка відвідала університет Санкт-Петербурга).
Революція перервала її навчання після завершення першого курсу. Оскільки подорожі стали неможливими, вона залишилася в Катеринославі в очкуванні подальших подій. Тим часом вона вивчала англійську мову, брала уроки фортепіано, відвідувала школу садівництва та збирала рослини, які мала представити в школі на другому курсі.

## Залишаючи Російську імперію
У 1914 році почалася Перша світова війна. Більшість мирного населення вітала цей поворот подій, оскільки це врятувало їх від окупації більшовиками або від вторгнення неорганізованих груп, які вбивали людей і знищували майно на селі. До німецької окупації її батько був відсторонений від посади «революційним» урядом і постійно переглядався на призначення.
Коли війна закінчилася, німецькі офіцери попереджали, що населення опиниться у небезпеці після відходу армії, і радили їм тікати з ними до Німеччини. Есау разом з багатьма іншими людьми дослухалися цієї поради. Вони їхали у фурі третього класу з дерев'яними лавками разом з офіцерами, пораненими та деякими іншими біженцями. До Берліна родина добиралась два тижні замість звичайних двох днів, через різні труднощі та перешкоди, створені революційними урядами у містах, через які вони проходили. На наступний день після того, як Есау покинули Катеринослав, у місті з'явились плакати, що проголошували, що нове управління міста шукає її батька, якого вони характеризували як члена «контрреволюційної буржуазії» та «ворога країни».

## Життя у Німеччині
У Берліні докторка Есау зареєструвалася в Берлінській Hochschule (аграрний коледж Берліна). На щастя, вона мала передбачливість зібрати свої шкільні документи вдома та перевезти їх із собою до Німеччини. Мав розпочатися весняний семестр, тож їй довелося перелаштуватися з російської на німецьку.
На другому курсі Есау поїхала на південь і провела два семестри в Гогенхаймі, поблизу Штутгарта, де записалася на сільськогосподарські курси. Після ще двох семестрів у Берліні та підсумкового іспиту вона отримала титул «Landwirtschaftlehrerin». З деякими додатковими дослідженнями вона пройшла «Zusatzprufung» в селекції рослин, яку дав відомий тоді генетик Ервін Баур.
З Берліна Есау поїхала до великого маєтку в Північній Німеччині, де розмістилася модельна станція для розведення насіння пшениці. Там вона приєдналася до робітників на полях і в коморах, виконуючи роботу з ними на рівних.
Коли вона востаннє зустрічалася з деякими іншими професорами, двоє з них були стурбовані її майбутнім. Один із них запропонував їй бути асистенткою у викладанні. Генетик Баур вважав, що вона повинна повернутися додому в Катеринослав, де вона зможе зробити великий внесок у російське сільське господарство. Він мало що розумів про російську революцію. До того часу Есау вже вирішила оселитися у Сполучених Штатах і готувалася до цього.

## Міграція у США
Есау виїхала до Америки в середині жовтня 1922 р. Її брат Пол залишився в Німеччині, щоб закінчити останній рік навчання в університеті. Есау перетнули Антантичний океан човном, а континент поїздом; і, як і багато інших іммігрантів, вони в'їхали до США через остров Елліс.
Їх початковим пунктом призначення в США був Рідлі, штат Каліфорнія, куди вони прибули 16 листопада 1922 р. Її батько вибрав Рідлі, оскільки це було майже менонітське місто. Найближчим містом було Фресно. Її батько говорив про придбання ферми, щоб донька працювала у сільському господарстві, але вона переконала його, що було б доцільніше знайти роботу в насіннєвій компанії.
У Фресно докторка Есау познайомилася з родиною на ім'я Сіменс. Серед членів родини була Естер, яка згодом вийшла заміж за брата Есау Павла. Містер Сіменс, наземний брокер, знайшов можливість працевлаштування Катерини в Окснард, Каліфорнія. Містер Слоун з штату Айдахо запускав ранчо з виробництва насіння з первинним інтересом насіння цукрових буряків. Навчаючись селекції рослин, Есау була саме такою людиною, яку шукав містер Слоун, і її взяли на роботу.

## Окснард, Каліфорнія
Початок був тяжким: Есау мала дуже багато обов'язків. Їй довелося найняти фермера з кіньми та обладнання, щоб підготувати ґрунт до посадки. Їй довелося наймати мексиканців, щоб садити вибране насіння вручну; для цього потрібні були уроки іспанської мови, щоб вона могла спілкуватися з мексиканцями. Їй навіть доводилося труїти земляних білок, які були шкідниками буряка.
В Окснарді пропрацювала лише рік. Пан Слоун оголосив про банкрутство і відмовився від ранчо.

## Шпрекель, Каліфорнія, 1924—1927
Незабаром після Окснарда, Катерину Есау прийняла на роботу цукрова компанія Шпрекльс поблизу Салінаса, Каліфорнія. Її головним завданням було виробити цукровий буряк, стійкий до хвороб (зокрема, curly-top disease). Хворобу тоді вже було визнано вірусом, що передається буряком. USDA працював над хворобою в Ріверсайді, штат Каліфорнія, і мав докази того, що сприйнятливість рослини до інфекції різниться і що розвиток стійкого штаму є певною можливістю. У 1919 році Шпреклс активно займався селекційними роботами з цукровими буряками і досяг успішного штаму, який вони назвали P19, що означає «батьківство в 1919 році». Однак штам мав неправильну форму кореня і низький вміст цукру. Завдання Есау полягало в поліпшенні штаму Р19 шляхом гібридизації та введення нових селекцій у сильно заражені поля. Робота була цілком під її відповідальністю.
Батьки Есау приєдналися до неї в Шпрекльс. Її батьки відвідували вечірню школу в Салінасі, щоб продовжувати вивчати англійську мову. Увечері вдома її мати читала вголос історії американських письменників, щоб покращити свою вимову, в той час як Есау робила кілька вишивок, які вона зберігала до кінці життя.
Незважаючи на вогкість в Шпрекльзі, справжній прогрес був досягнутий у проекті curly-top. За цей час Есау почав думати про повернення до навчання. Логічним планом їй здавалося написати дипломну роботу в Девісі і продовжити дослідження цукрового буряка. Несподіваний візит до Шпрекльса сприяв її плану. Голова відділу ботаніки в Девісі, доктор В. В. і доктор Х. А. Джонс прийшли подивитися, що робиться з цукровим буряком і проблемою з кучерявим верхом. Докторка Есау показала їм різні ділянки в долині Салінас і, наприкінці візиту, поцікавилася шансами вступу на аспірантуру в Девісі. Доктор Роббінс запропонував призначити її помічницею у своєму підрозділі і не заперечував проти того, щоб вона працювала над проектом з цукровими буряками. Зрештою, він і сам вирощував цукрові буряки зі своїм зятем у районі дельти річки Сакраменто. Так, коли вона восени 1927 року виїхала з Шпрекльза, її машину супроводжувала вантажівка з буряком та буряковим насінням.

## Дейвіс, Каліфорнія
Коли докторка Есау прибула до Девіса, вона, перш за все, була стурбована тим, як посадити буряк, який доставила вантажівка. Деякі рослини в кінцевому підсумку були посаджені на території кампусу, інші — на задвірках людей.
Навесні 1928 р. Есау зареєструвалася аспіранткою. Їй було майже 30 років. Оскільки у Девісі не було аспірантури, реєстрацію потрібно було зробити через Берклі. Випускник декана Чарльз Б. Ліпман оцінив її становище як еквівалент ступеня магістра в Каліфорнійському університеті. Доктор Ліпман також був уродженцем Російської імперії, тому він міг без труднощів читати її російські та німецькі документи. Есау повинна була бути аспіранткою відділу ботаніки, і сфера її навчання теж повинна бути ботанікою.

## Зміна напряму досліджень
Незабаром Есау виявила, що в Девісі мало шансів заразити її рослини природним шляхом хворобою curly-top, оскільки територія Девіса не сприятлива для розмноження вірусу. Їй доведеться вирощувати власні інфекційні листочки.
Після деяких роздумів вона пішла до доктора Роббінса і пояснила йому, що кампус Девіса не підходить для її оригінального проекту, і запропонувала змінити напрямок. Зараз її напрямком дослідження стала анатомія рослин або, точніше, патологічна анатомія. У неї були експериментальні рослини, достатньо місця в теплиці, також досвід роботи з комахами та вироблення заражених рослин, методи, які вона багато разів використовувала в наступних дослідженнях.

## Завершення роботи на здобуття наукового ступеню
Катерина Есау склала кваліфікаційний іспит у вересні 1930 року. Він проходив у Берклі. Окрім др. Роббінс і Джонс, до складу комітету входили патолог рослин, 2 фізіологи рослин та генетик. Один із членів комітету був незадоволений відповідями на його запитання, але комітет в цілому її підтримав.
Офіційне присвоєння наукового ступеня відбулося в Берклі на початку 1932 р.

## Працевлаштування
Після закінчення навчання доктор Роббінс запропонував докторці Есау посаду інструкторки з ботаніки та молодшого ботаніка в Дослідній станції Коледжу сільського господарства. Вона була особливо задоволена останнім призначенням, оскільки це дало б їй час на дослідження. Вона не була впевнена, чи сподобається їй викладання.
Докторка Есау була призначена викладати анатомію рослин, ботаніку, морфологію рослин і мікротехніку. З її гострим почуттям гумору заняття проводилося у невимушеній атмосфері.
Докторка Есау пропрацювала 6 років — максимальну кількість для досягнення звання професорки в 1949 році, коли вона досягла 51-річного віку. Доктор Роббінс не вірив у прискорене просування по службі.
Майже до всіх досліджень докторки Есау були причетні культурні рослини. Серед цих досліджень її робота з онтогенезу коленхіми в селері привернула увагу Ерла Енніса, який написав колонку під назвою «Кільця диму» для « Хроніки Сан-Франциско» . Мабуть, його потішила термінологія, що використана для опису черешка селери. У понеділок, 1 березня 1937 р., стаття звучала так: Катерина Есау, у Hilgardia, журналі сільського господарства, нарешті змогла повідомити напружений світ, чому під час їди хрумкотить селера.
Написавши під заголовком «Онтогенез і структура колленхіми та судинних тканин у черешках селери», вона пояснює, що «черешки селери мають форму півмісяця в поперечних зрізах, з видатними ребрами на абаксиальній стороні». Далі вона стверджує, що «велике пасмо коленхіми присутнє в кожному ребрі під епідермісом».
У 1960 році кафедра ботаніки переїхала у належну будівлю під назвою Роббінс Холл. Нарешті, два її останні роки в Девісі, у неї був справжній стіл. Вона була ще в «гаражі», коли її обрали до Національної академії наук у 1957 році. Докторка Есау переїхала до Санта-Барбари в 1963 році, щоб продовжити спільні дослідження флоеми з доктором Верноном І. Чейдлом, який став канцлером кампус Санта-Барбара. Докторка Есау вважає, що її 22 роки в Санта-Барбарі є найпродуктивнішим етапом її життя. Оскільки кампус Девіса не прагнув залучати студентів з ботаніки, як у Берклі, Есау не мала багатьох аспірантів — всього 15. Ті, кому пощастило мати докторку Есау своїм наставником, знають її як таку, що безкорисливо віддавала свій час і вільно ділилася своїми знаннями та думками. Лісовий фізіолог Бруно Хубер з Мюнхена розповідав, що наприкінці Другої світової війни докторка Есау шукала його і надсилала пакунки з їжею та одягом його сім'ї, доки вони не змогли стати на ноги. Сама Есау ніколи про це не згадувала.
Професор ботаніки, викладач університету в Берклі (1932—63 роки). Ще в Німеччині Катерина Езау зацікавилася дослідженнями, спрямованими на поліпшення цукрового буряка (опір хворобам рослини та вірусам). У США вчена розширила сферу дослідницьких зацікавлень і взялася за фундаментальне вивчення анатомії рослин.
1963 року Езау залишила Берклі й почала працювати зі своїм давнім колегою В. Чідлом у Каліфорнійському університеті у Санта-Барбарі, де В. Чідл був ректором. Період співпраці з В.Чідлом (24 роки) Езау вважала найбільш плідним у її науковій діяльності.
1957 року Катерина Езау була обрана до Національної академії наук США. Вона — авторка 6 підручників. Професор Езау підготувала 15 докторів наук.

## Визнання
1989 року Президент США Джордж Буш вручив Катерині Езау Національну наукову медаль.
У 1957 р. докторка Есау стала шостою жінкою, обраною до Національної академії наук.